# Facolo
Facolo é uma comuna rural da circunscrição de Cutiala, na região de Sicasso ao sul do Mali. Segundo censo de 1998, havia 8 686 residentes, enquanto segundo o de 2009, havia 11 130. A comuna inclui 6 vilas.